# Lockheed Constellation
Lockheed Constellation („Connie“) je vrtulový dopravní letoun vyráběný mezi lety 1943 a 1958 firmou Lockheed Corporation v Burbanku v Kalifornii. Celkem bylo vyrobeno 856 letounů v různých verzích, z nichž všechny vynikaly trojitými svislými ocasnimi plochami, trupem ve tvaru delfína a ve většině případů 18válcovým motorem Wright R-3350. Letoun se dočkal jak civilního, tak i vojenského užití a byl nasazen například během blokády Berlína. PC-121A „Columbine II“ používal americký prezident Eisenhower, PC-121A „Bataan“ zase generál MacArthur.

## Vývoj

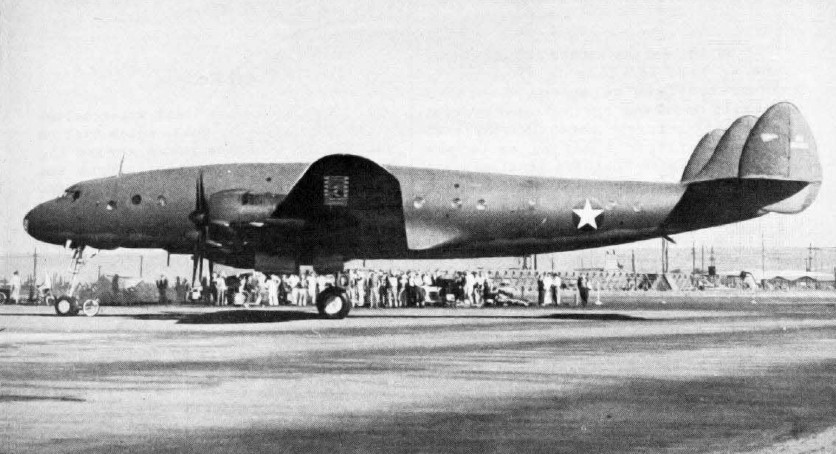
První Lockheed Constellation 9. ledna 1943.

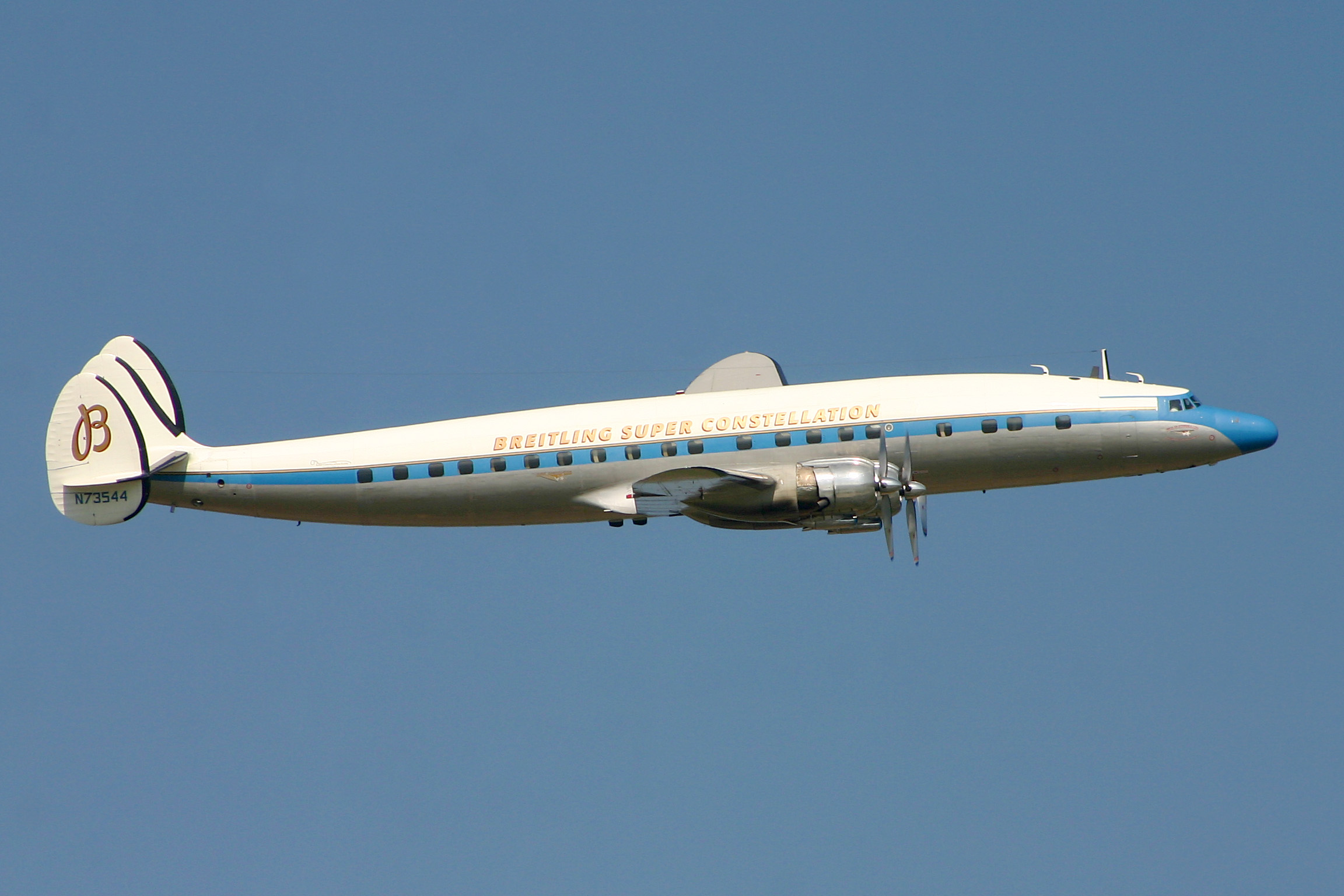
Dochovaný C-121C Super Constellation, registrace N73544, v roce 2004.

Prototyp letounu byl podle specifikací z listopadu 1939 stavěn jako civilní dopravní letoun pro leteckou společnost TWA, ale vzhledem k válečným událostem v Evropě dostala firma Lockheed 20. září 1940 příkaz dokončit první Constellationy jako vojenské transportní. První prototyp s vojenským označením Lockheed C-69-LO (výr. č. 049-1961, sér. č. 43-10309, NX25600) poháněný čtveřicí motorů Wright R-3350-35 Double Cyclone o výkonu 1 641 kW poprvé vzlétl 9. ledna 1943. Za řízení usedl šéfpilot Boeingu E. T. „Eddie“ Allen, dalšími členy osádky byli M. Burcham, R. Thoven, D. Stanton a C. Johnson. Po prvním letu byl stroj přelétnut z Lockheedova letiště v Burbanku na vojenskou základnu Muroc v mojavské poušti. Po vojenských testech byl v červnu 1943 prototyp vrácen výrobci k dalšímu vývoji a zkouškám. Po ukončení továrních zkoušek byl letoun opět předán USAAF na základnu Wright Field v Ohiu. Později byl první prototyp výrobcem pokusně vybaven motory Pratt & Whitney R-2800-83 Double Wasp a jeho označení se změnilo na XC-69E. Po zkouškách byly nahrazeny původními pohonnými jednotkami. Po válce letoun odkoupil Howard Hughes a létal u Hughes Airlines s poznávací značkou NC25600. Do poloviny roku 1945 bylo vyrobeno 21 kusů C-69 pro přepravu 64 osob a jeden C-69C se 43 sedadly v luxusní výbavě pro přepravu VIP. V roce 1949 zakoupila firma Schwimmer Aviation tři letouny C-69, které provozovala pod hlavičkou panamské společnosti LAPSA. Byly používány k dopravě zbraní a munice pro vznikající stát Izrael. Po jeho založení stroje přešly do majetku aerolinek El Al.
25. srpna 1945 odstartoval ke svému prvnímu letu civilní Lockheed Model L-049 Constellation, dohotovený nyní naopak z původního vojenského kontraktu, poháněný pístovými motory Double Cyclone s přímým vstřikováním paliva. 14. listopadu téhož roku byl předán aerolinkám TWA k výcviku osádek. Pravidelnou dopravu zahájil 3. února 1946 se společností Pan Am na lince z New Yorku na Bermudy, následovanou 6. února 1946 transatlantickou linkou na trati Washington-Paříž provozovanou TWA a domácí 15. února 1946 mezi New Yorkem a Los Angeles. 11. června 1946 vypukl při cvičném letu Constellationu TWA na palubě požár od vadné elektroinstalace a při následné havárii přišlo o život pět lidí. Další provoz letounů byl uvolněn až po prošetření příčin nehody a následných úpravách. Kromě úprav instalací došlo i k nahrazení vstřikování paliva za karburátory na motorových jednotkách. Jeden letoun odpovídající Modelu L-049 zkoušelo v provozu US Navy jako typ R70-1.
Poslední vyrobený Model L-049 byl dodán v květnu 1947 společnosti TWA, která celkem převzala 28 kusů, 22 strojů převzal Pan Am, 7 odebrala American Overseas, po čtyřech kusech přešlo k BOAC a Air France, 6 letounů zakoupily KLM a 2 LAV.

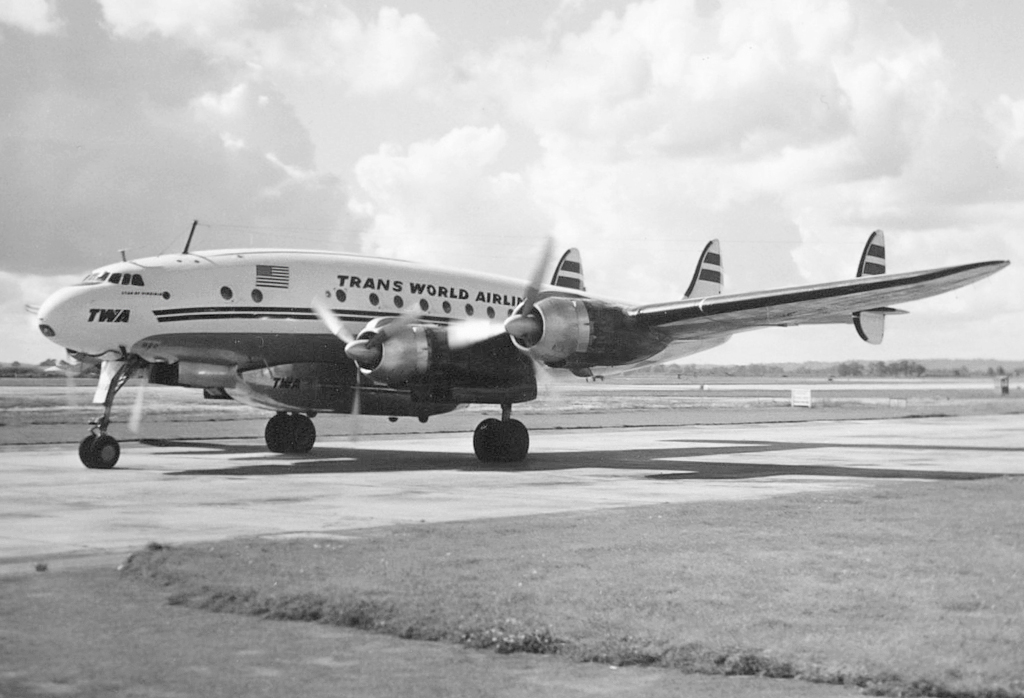
L-749A Constellation TWA na letišti Heathrow v roce 1954

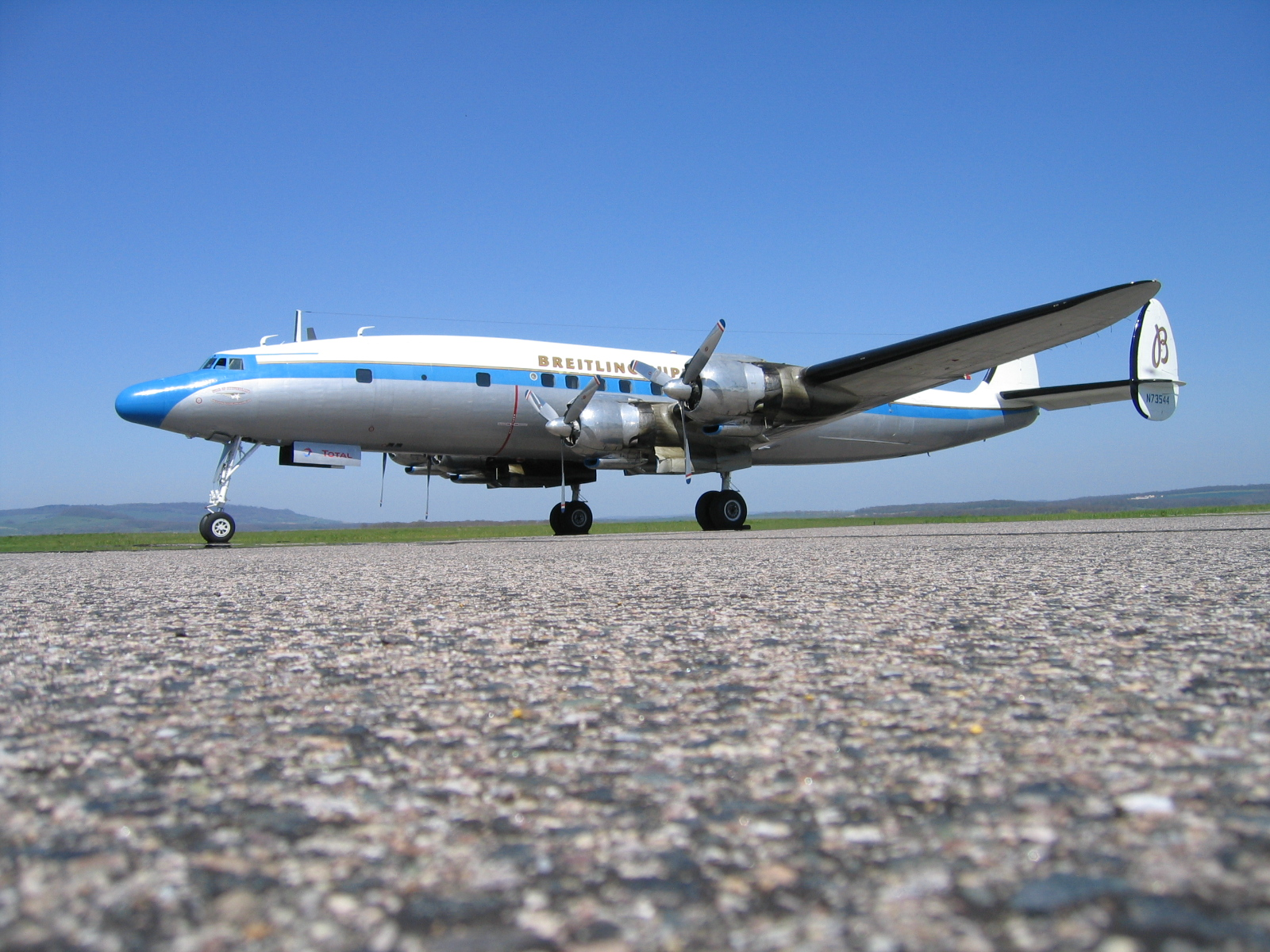
Super Constellation (C-121C) během školení v Epinal - Mirecourt, Francie

Další vyráběnou variantou byl Lockheed Model L-649 Constellation s výkonnějšími motory Wright R-3350-749C-18BDI Double Cyclone po 1 864 kW s novou kapotáží usnadňující údržbu a novou protihlukovou izolací kabiny pro 55 cestujících. První let proběhl 18. října 1946, certifikát byl vydán 14. března 1947. Jediným zákazníkem byla společnost Eastern, která zahájila provoz v květnu 1947 jedním ze svých čtrnácti L-649.
Následující verzí byl dálkový Lockheed Model L-749 Constellation s novými integrálními nádržemi ve vnějších částech křídla, zesíleným podvozkem a stejnými motory jako Model L-649. 23 kusů převzali civilní američtí uživatelé, 10 strojů odebralo velitelství USAF, jeden jako typ VC-121B, tři s označením VC-121A a šest neslo označení C-121A. Všech deset strojů pro přepravu osob bylo později přeznačeno na PC-121A. Jako Model L-749A bylo zkonstruováno 59 letadel se zesílenou konstrukcí a zvýšenou vzletovou hmotností na 48 500 kg. Drak posloužil jako základ vojenských variant dvou PO-1W pro námořnictvo s výstupky radiolokačních systémů nad a pod trupem. Byly určeny ke zjišťování vzdušných a plovoucích prostředků protivníka. První prototyp (č. 124473) poprvé vzlétl v červnu 1949. Oba dva PO-1W byly později přeznačeny na WV-1 na kterých se zkoušely systémy radiolokační a elektronické soustavy.
13. října 1950 odstartoval pilot J. White k prvnímu letu s prototypem Lockheed Model L-1049 Super Constellation (NX67900). Jednalo se o původní první prototyp Constellationu odkoupený společností Lockheed od Hughes Airlines. V mateřském závodě v Burbanku technici nahradili původní motory Double Cyclone za Double Wasp a přidáním nových válcových sekcí před a za křídlo prodloužili trup o 5,61 m. 14. června 1951 vzlétl první sériový Super Constellation s celou řadou úprav. Původní kruhová okna byla nahrazena obdélníkovými, změnily se i polohy vstupních dveří a prosklení pilotní kabiny. Namontovány byly opět motory Double Cyclone verze R-3350-956C-18CBI o výkonu 2 015 kW, svislé ocasní plochy byly zvýšeny a podvozek zesílen.
Prvním uživatelem se stala 7. prosince 1951 společnost Eastern Airlines s Modelem L-1049-53-67 pro 88 cestujících, 10 strojů odebrala TWA jako Model L-1049-53-80 pro 63-75 pasažérů.
Model L-1049A byla verze určená jako základ pro vojenské letouny včasné výstrahy následovaná typem Model L-1049B. Ten byl salónním strojem pro dopravu význačných osobností, jehož 50 exemplářů sloužilo u námořnictva pod označením R7V-1, po roce 1962 přeznačené na C-121J. 32 kusů R7V-1 později od US Navy převzalo USAF, kde operovaly jako C-121G. Jeden R7V-1P vybavený kamerami prováděl průzkumné úlohy v Antarktidě.

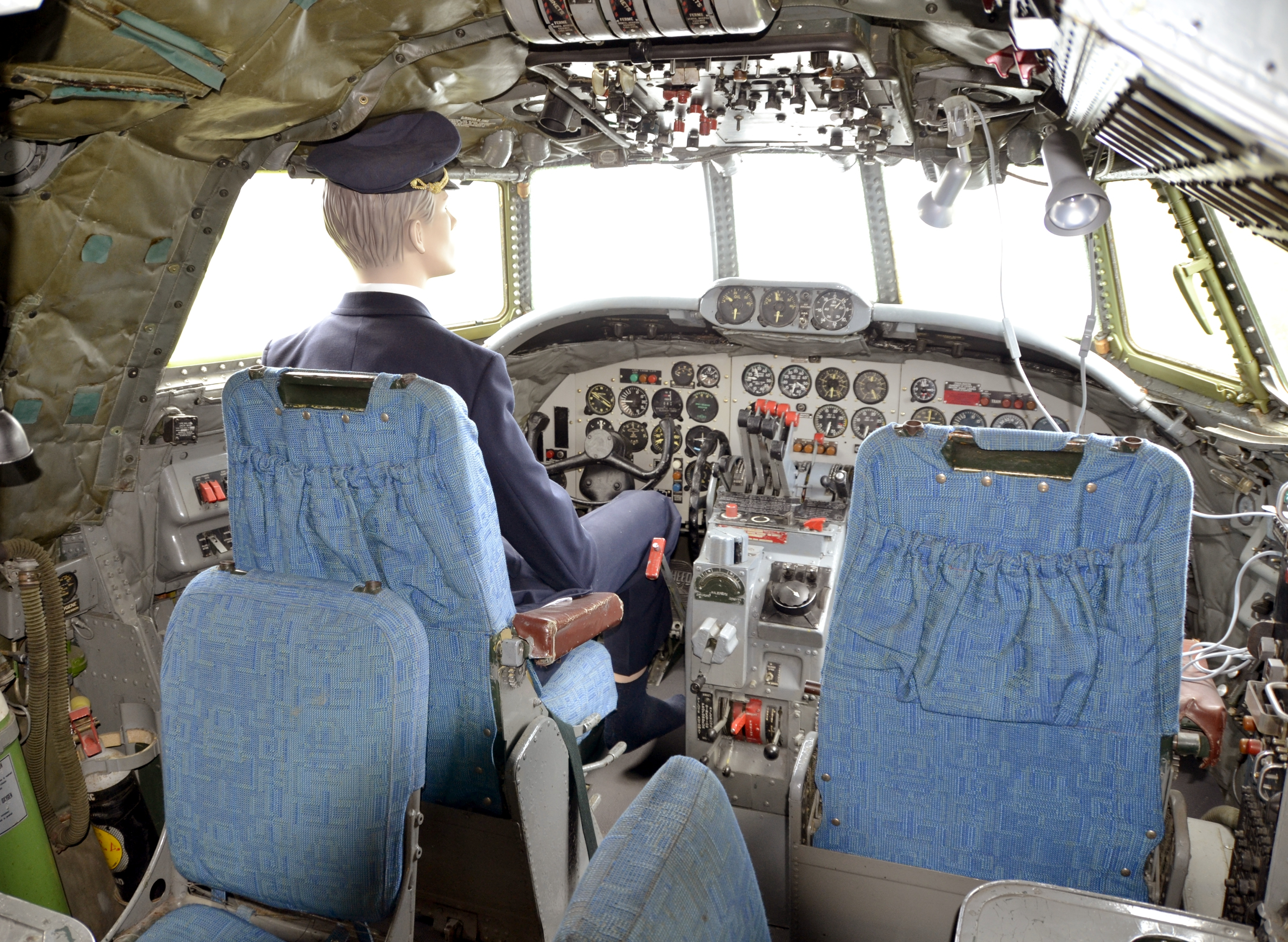
Kokpit stroje L-1049 G

Montáží motorů Wright Double Cyclone ve verzi R-3350-872TC-18DA1 Turbo Compound se vzletovým výkonem až 2 425 kW vznikl Model L-1049C zalétaný 7. února 1953. Každých šest válců motoru mělo výfukové potrubí svedeno na jednu ze tří turbín, která přes planetový reduktor předávala krouticí moment klikové hřídeli. Výrazně stoupl výkon při 20% snížení spotřebě paliva. Celková produkce dosáhla 48 letounů dodávaných od června 1953 do června 1954 mezi Air France (10), Air India (2), Eastern (16), KLM (9), PIA (3), Qantas (3) a TCA (5).

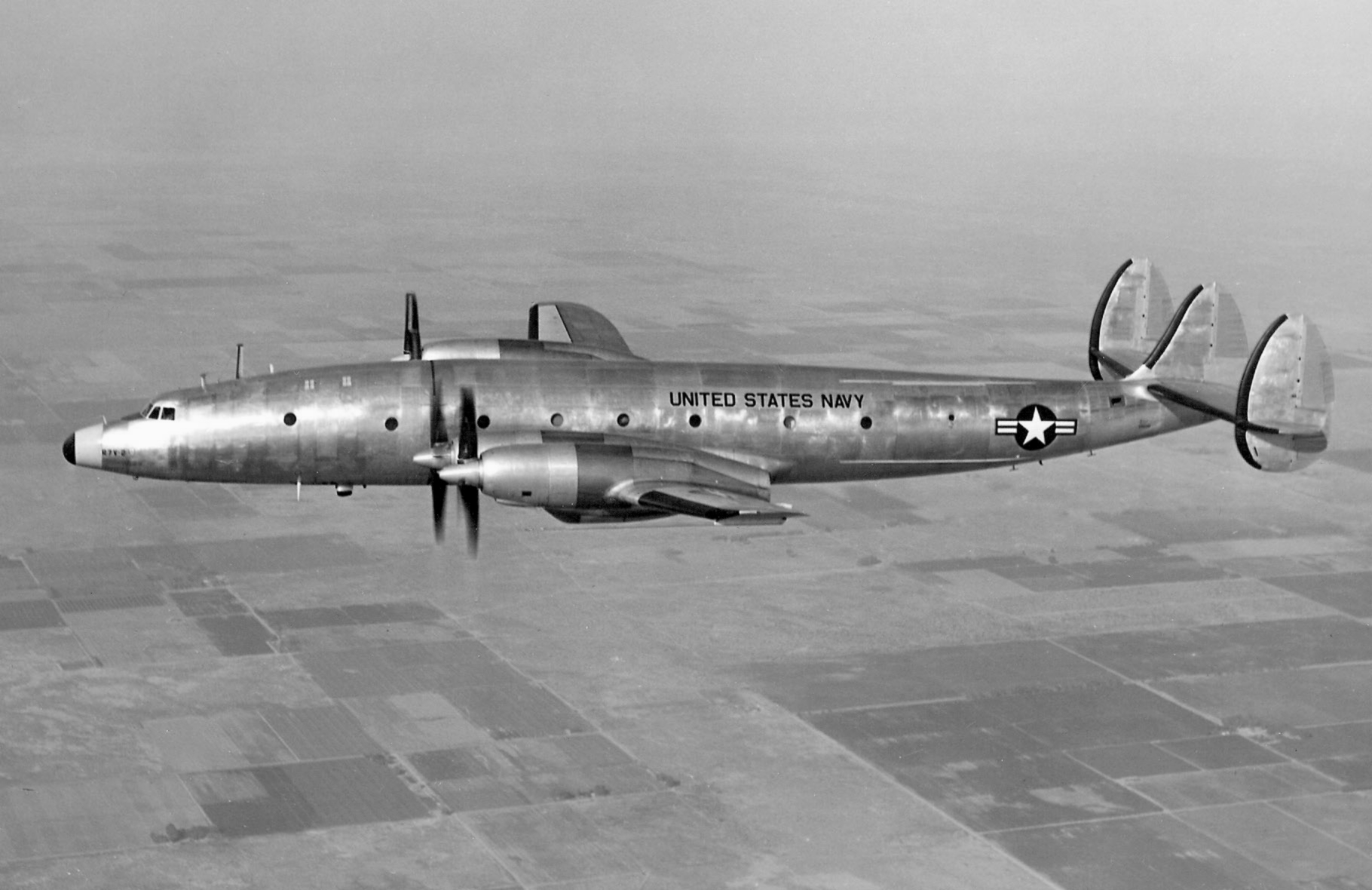
Letoun R7V-2 (L-1249) amerického námořnictva za letu. L-1249 používal turbovrtulové Pratt & Whitney T34 místo hvězdicových Wright R-3350.

Zástavbou turbovrtulových motorů Pratt and Whitney YT-34-P-12A do draku L-1249A vznikly dva dopravní letouny určené pro americké námořnictvo. První poprvé vzlétl do vzduchu jako R7V-2 1. září 1954. Obdobné byly dva stroje USAF se čtveřicí turbovrtulových motorů Pratt and Whitney T-34-P-6 s výkonem po 4 104 kW značené YC-121F-LO. Pro zvýšení cestovní rychlosti na 708 km/h došlo ke zkrácení konců křídla o 2 m.
Od roku 1954 přicházely do operačního užívání US Navy první letouny Lockheed WV-2 Warning Star (dřívější označení PO-2W, po listopadu 1962 zase jako EC-121K) létající se systémem včasné radiolokační výstrahy. Pohon zajišťovaly pístové, vzduchem chlazené osmnáctiválce Wright R-3350-32W-878TC18EA1 o vzletovém výkonu 2721,35 kW. Na čočkovitý kryt radiolokátoru na pylonu nad trupem prodělal přestavbu jeden stroj WV-2E, několik dalších WV-2 neslo po zástavbě speciálního elektronického vybavení označení WV-2Q v roce 1962 přeznačené na EC-121M. Osm kusů WV-2 bylo modifikováno k meteorologickému průzkumu na WV-3 (EC-121P). Několik EC-121K a P převzalo od námořnictva vojenské letectvo a zavedlo pro ně označení EC-121R.
Společnost Seaboard Western zakoupila čtyři stroje Model L-1049D pro smíšenou dopravu osob a nákladu, které byly vybaveny vodotěsnou podlahou kabiny a nákladovými vraty na levé straně zádě. Maximální vzletová hmotnost dosáhla 61 416 kg.
Model L-1049E dodávaný v období od května 1954 do dubna 1955 odpovídal variantě D, ale bez nákladových vrat. Z 28 vyrobených kusů převzala 3 Air India, Avicana 3, Cubana 1, Iberia 3, KLM odebrala 4, LAV 2 letouny, Qantas 9 a TCA 3.
Z typu D vycházelo rovněž 33 strojů Model L-1049F pro USAF, které mohly přepravovat 76-106 osob, nebo 47 raněných, nebo po úpravě náklad do hmotnosti 18 131 kg. Vojenské označení bylo C-121C.

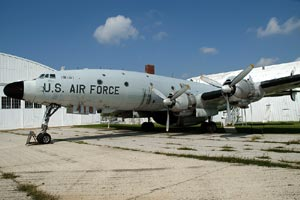
N4257U k vidění v Combat Air Museum, Topeka, Ks.

Vojenské letectvo rovněž požadovalo letouny kategorie Warning Star, zadalo proto přestavbu deseti C-121C na typ RC-121C (později značené EC-121C), které v podstatě odpovídaly námořnímu provedení WV-2/EC-121K. Od května 1954 byly přidělovány 551. a 552. křídlu včasné výstrahy nové RC-121D (EC-121D). Jejich modifikací vznikly stroje EC-121H s přídavným elektronickým zařízením a číslicovým počítačem, které byly včleněny do systému PVO SAGE a rovněž EC-121Q a EC-121T z roku 1973 s pokročilejším radiolokačním a elektronickým vybavením. Dalšími vojenskými variantami byly cvičná TC-121C a speciální EC-121S. Warning Stary námořních i vzdušných sil operovaly ve vzájemné součinnosti nad atlantickým a pacifickým pobřežím USA. Speciální varianta AC-121D sloužila ve vietnamském konfliktu k monitorování průzkumných čidel na území Kambodže a Vietnamu.
7. prosince 1954 byla zalétána civilní dálková verze pro 71 až 95 cestujících Lockheed Model L-1049G Super Constellation, vzniklá zástavbou výkonnějších motorů Wright R-3350-972TC-18DA-3 Turbo Cyclone s výkonem 2 537 kW do draku Modelu L-1049E. Přidáním kapkovitých nádrží na konce křídla vzrostla zásoba paliva na 29 336 l. Varianta Super G měla ještě zvýšenou vzletovou hmotnost (63 503 kg) a do prodloužené přídě se začaly montovat povětrnostní radiolokátory RCA nebo Bendix. Přistávací reflektory se proto přestěhovaly na příďovou podvozkovou nohu. K tradičním odběratelům Constellationů přibyla Lufthansa. Poslední dva L-1049G tento dopravce vyřadil v březnu 1968 (výr. č. 4640, D-ALEC a výr. č. 4647, D-ALID).
Poslední civilní obměnou s původním tvarem křídla byl Model L-1049H vycházející z typu G, ale s nákladovými vraty a úpravou pro smíšenou dopravu jako L-1049D.
Z původního Modelu L-049 vycházel rovněž Lockheed L-1649 Starliner, zpočátku nazývaný Super Star Constellation. První vzlet proběhl 10. října 1956, certifikát obdržel 19. března 1957 a poslední vyrobený Starliner byl zalétaný 12. února 1958 pro Air France.
Trup byl převzat z L-1049G s novým vnitřním vybavením a zdokonalenou protihlukovou izolací. Zcela nové bylo křídlo s laminárním rychlostním profilem, větším rozpětím a jiným půdorysem. Instalované motory Wright R-3350-988TC-18EA2 Turbo Cyclone o výkonu po 2537 kW měly nové reduktory. Průměr vrtulí Hamilton Standard nebo Curtiss Electric byl zvětšen z původních 4,60 na 5,13 m. Podvozek dostal větší rozchod, čímž se snížila celková výška letounu na zemi. TWA první ze 45 vyrobených Starlinerů převzala 1. června 1957, první komerční let s ním proběhl na trati Los Angeles-Londýn. Celkem společnost TWA zakoupila 29 L-1649, Lufthansa 4 (poslední Starliner výr. č.1040, D-ALAN vyřazen v únoru 1966), Varig 2 a Air France 10.
Kariéru ukončily zbývající tři kusy u dopravce Burns Aviation používané k přepravě dobytka.

## Specifikace (L-1049G Super Constellation)

### Technické údaje
- Posádka: 5
- Kapacita: obvykle 62–95 cestujících (109 v husté konfiguraci)
- Rozpětí: 38,47 m
- Délka: 35,42 m
- Výška: 7,54 m
- Nosná plocha: 153,7 m²
- Hmotnost prázdného letounu: 36 150 kg
- Užitečné zatížení: 29 620 kg
- Maximální vzletová hmotnost: 62 370 kg
- Pohonná jednotka: 4× hvězdicový motor Wright R-3350-DA3 Turbo Compound
- Výkon pohonné jednotky: 3 250 hp (2 424 kW)

### Výkony
- Maximální rychlost: 607 km/h
- Cestovní rychlost: 547 km/h v 6 890 m
- Dostup: 7 620 m
- Stoupavost: 8,23 m/s
- Dolet: 8 700 km
- Plošné zatížení: 428 kg/m²
- Poměr výkon/hmotnost: 155 W/kg